# The Longest Time
〈The Longest Time〉은 빌리 조엘의 두왑 싱글이다. 1984년 발매된 이 노래는 1983년 발매된 음반인 《An Innocent Man》의 네 번째 싱글이다. 영국에서 이 노래는 영국 싱글 차트에서 25위를 기록했다.
이 곡은 빌리 조엘의 리드 보컬과 모든 코러스를 특징으로 한다. 오직 두 사람만 악기를 연주하는데 한명은 베이스 기타, 한명은 브러쉬로 드럼을 연주한다. 이 노래가 보컬 그룹에 의해 커버될 경우 대개 베이스 파트 역시 목소리로 불린다.

## 차트
| 1984년 ~ 1985년                           | 순위 |
| ----------------------------------------- | ---- |
| 오스트레일리아 (켄트 뮤직 리포트)         | 15   |
| RPM 탑 싱글                               | 36   |
| 아이리시 싱글 차트                        | 18   |
| 뉴질랜드 싱글 차트                        | 24   |
| 영국 싱글 차트                            | 25   |
| 미국 빌보드 핫 100                        | 14   |
| 미국 빌모드 Hot Adult Contemporary Tracks | 1    |